# Martim Francisco (futebolista)
Martim Francisco Ribeiro de Andrada (Barbacena, 21 de Fevereiro de 1928 – Belo Horizonte, 22 de junho de 1982) foi um treinador brasileiro de futebol. Martim Francisco foi um visionário e idealizador, sendo creditado com a invenção da formação 4-2-4. Comandou o seu primeiro clube, o Villa Nova AC de Nova Lima ganhando o Campeonato Mineiro de Futebol  de 1951.
Martim Francisco ganhou mais campeonatos estaduais com o Atlético Mineiro de Belo Horizonte em 1953, o CR Vasco da Gama do Rio de Janeiro em 1956 e SE Gama de Brasília em 1979. Outros clubes que treinou incluem o SC Corinthians Paulista, o Cruzeiro EC, o America FC do Rio e Athletic Bilbao da Espanha. Com Bangu AC do Rio ganhou o Torneio dos Campeões Estaduais de 1967, um torneio organizado por a Federação Mineira.

## Biografia
Martim Francisco, descendente de uma família brasileira distinto - seus antecedentes incluem José Bonifácio de Andrada e Silva, considerado o "Patriarca da Independência do Brasil", e muitas outras personalidades lustrosos - estudou psicologia e direito. Um acidente impediu-o de jogar futebol além do nível da juventude e nunca adquiriu um diploma formal de técnico. Em 1954 foi relatado que ele teve 650 livros sobre futebol, de que ele considerava El preparador técnico da Espanha e Tacticas e Técnicas da Argentina como os mais importantes. Na sua opinião, o sistema "WM" de Herbert Chapman e o terceiro defensor de Izidor Kürschner foram a base de todas as táticas. Ele considerou a interferência dirigentes do clube com o trabalho do treinador como um grande problema. Foi chamado o primeiro lorde dos gramados brasileiros, o professor e o cientista do futebol. Martim Francisco morreu com idade de apenas 54 anos de doenças relacionadas com o álcool.

## Estatísticas
Clubes
- 1951: Villa Nova AC (Nova Lima, MG), Campeonato Mineiro de 1951
- ca. 1951-53: also State Selection of Minas Gerais
- 1952: EC Siderúrgica (Sabará, MG), vicecampeão de Minas Gerais de 1952
- 1953-1954: Atlético Mineiro (Belo Horizonte, MG), Campeonato Mineiro de 1953
- 1954-56: America FC (RJ), vicecampeonato do Rio de Janeiro de 1954 e 1955
- ca. 1954-56: também treinador da seleção do então Distrito Federal
- 1956-57: CR Vasco da Gama, Campeão of Rio de Janeiro 1956, Trofeo Teresa Herrera de 1957, Tournoi de Paris de 1957
- 1958: SC Internacional (Porto Alegre, RS), vicecampeão da cidade de Porto Alegre de 1958
- 1958-60: Athletic Bilbao (Espanha / 74 jogos na liga, colocações 3, 3, 7.)
- 1961: CR Vasco da Gama
- 1961-62: SC Corinthians Paulista (São Paulo, 36 jogos)
- 1962 Comercial FC (Ribeirão Preto, SP)
- 1963: Villa Nova AC (Nova Lima, MG)
- 1963: Cruzeiro EC (Belo Horizonte, MG)
- 1964: Atlético Mineiro (Belo Horizonte, MG)
- 1964: Bangu AC (RJ)
- 1964-65: Elche CF (Espanha, colocação 8 na primeira divisão)
- 1965: Real Betis (Sevilla, Espanha, 14 jogos)
- 1966-67: Deportivo Logroñés (Espanha, segunda divisão / 6 jogos)
- 1967: Bangu AC (RJ), Copa dos Campeões Estaduais de 1967
  - Houston Stars - nome do Bangu AC na United Soccer League (maio ate julho de 1967)
- 1968: Valeriodoce EC (Itabira, MG)
- 1969: América FC (Belo Horizonte, MG)
- 1970: AA Rodoviários do Amazonas (Manaus, AM)
- 1971-72: Villa Nova AC (Nova Lima, MG), 1971
- 1973: CR Brasil (Macéio, AL)
- 1973: Vasco da Gama de Passos (MG)
- 1975: America FC (RJ), treinador nas categorias inferiores
- 1976: Goiânia EC (GO)
- 1976-77: Villa Nova AC (Nova Lima, MG)
- 1977: Villa Nova AC (Nova Lima, MG)
- 1977: Guarani EC (Divinópolis, MG)
- 1979-80: SE Gama, Campeonato do Distrito Federal de 1979
- 1980: Seleção do Distrito Federal, também seleção sub-20
- 1981: Grêmio Esportivo Tiradentes (DF)

Nota
- Segundo alguns fontes Martim Francisco também comandou o Olympic Club Barbacena (MG), possivelmente acerca de 1970.

## Títulos
Villa Nova
- Campeonato Mineiro: 1951
- Campeonato Brasileiro - Série B: 1971
- Taça Minas Gerais: 1977

Atlético-MG
- Campeonato Mineiro: 1953

Vasco da Gama
- Campeonato Carioca: 1956
- Torneio Internacional de Santiago: 1957
- Torneio Quadrangular de Lima: 1957
- Torneio Internacional de Paris de 1957
- Troféu Teresa Herrera: 1957

Bangu
- Torneio dos Campeões de 1967

Gama
- Campeonato Brasiliense: 1979